# Kappalö
Kappalö är en ö i södra Marsundet i Hammarland på Åland. I sydväst har ön sammanvuxit med den mindre Bockholmen i Eckerö. De två kommunerna har därmed landgräns här.
På Kappalö finns ruinerna av ett sjöfararkapell som var i bruk in på 1500-talet. Det inre faret förbi Eckerö genom Marsundet var då den vanligare leden.
Öns area är 52,5 hektar och dess största längd är 1,3 kilometer i nord-sydlig riktning. Ön höjer sig omkring 20 meter över havsytan.